# Werner Freitag (Schwimmer)

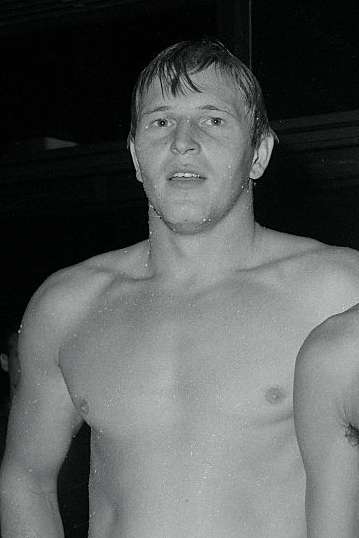
Werner Freitag (1967)

Werner Freitag (* 4. Januar 1946 in Spaden bei Bremerhaven) ist ein deutscher Schwimmer. Er war 20 Jahre lang Präsident des Hessischen Schwimmverbandes.

## Biografie

### Familie und Ausbildung
Freitag besuchte in der kleinen Gemeinde Spaden bei Bremerhaven die Volksschule und danach die Handelsschule in Bremerhaven. Er studierte ab 1966 an der Johannes Gutenberg-Universität Mainz und promovierte. Seit 1978 war er Dozent an der Johannes Gutenberg-Universität Mainz im Fachbereich Sportwissenschaften. Er wohnt in Rüsselsheim am Main.
Freitag ist verheiratet. Seine Tochter Meike Freitag (* 1979) wurde Freistil-Schwimmerin und nahm an den Olympischen Sommerspielen 1996 in Atlanta (Silber- und Bronzemedaille) und an den Olympischen Sommerspielen 2000 in Sydney (Bronze) sowie u. a. an zwei Weltmeisterschaften teil.

### Der Schwimmer
Freitag trainierte ab 1960 bei Trainer Peter Volbehr im ATS Bremerhaven. Bei den Deutschen Jugendmeisterschaften 1961 in Lübeck errang er drei Titel: Über 100 Meter Rücken in 1:05,6 Minuten, über 200 Meter Rücken in 2:24,1 Minuten und über 400 Meter Kraul in 4:51,8 Minuten. Er hat schon früh eine Reihe von DSV-Rekorden aufgestellt und hielt seit 1962 den deutschen Rekord über 100 Meter Schmetterling, zuletzt mit 59,5 Sekunden.
Als Schmetterlingsschwimmer wurde er bei den Deutschen Meisterschaften 1963 und den Deutschen Meisterschaften 1965 über 200 Meter Deutscher Meister.
Er errang bei den Olympischen Sommerspielen 1964 in Tokio über 200 Meter im Semifinale mit 2:13,5 Minuten den zehnten Platz und erreichte nicht das Finale. Bei den Olympischen Sommerspielen 1968 in Mexiko startete er über 100 Meter Schmetterling und erreichte das Halbfinale.

### Trainer und Verbandsfunktionär
Von 1967 bis 1980 war er Trainer in Rüsselsheim am Main beim hessischen und beim Deutschen Schwimm-Verband sowie Mitglied im Rüsselsheimer SC und der TG Rüsselsheim. 1975 wurde er Disziplinchef im Deutschen Hochschulsportverband und war bis um 2018 Mitglied im Präsidium der Deutschen Schwimmtrainer-Vereinigung. Von 1993 bis 1998 war er Lehrwart im Hessischen Schwimmverband. Er war von 1998 bis 2018 Präsident des Hessischen Schwimmverbandes; ihm folgte in diesem Amt der Hanauer Michael Scragg. Im Landessportbund Hessen ist er im Landesausschuss Leistungssport und im Leitungsstab des Olympiastützpunktes Hessen. Er gehört der Leistungssportkommission des DSV an.

## Werke
- Verschiedene Bücher zum Thema Sportschwimmen u. a. den DSV-Lehrplan
  - Schwimmen. ; Training Technik Taktik. Rowohlt, 1992, ISBN 3499170035.
- Herausgeber der DSTV-Schriftenreihe – Schwimmen Lernen und optimieren.

## Ehrungen
- 2018: Ehrenpräsident des Hessischen Schwimmverbandes
- DSV-Ehrenbrief